# Johannes Elmblad

Johannes Elmblad
Atelier Dahlöf, Stockholm 1897

Johannes Elmblad (29. Mai 1853 in Kärda socken – 4. Dezember 1910 in Växjö) war ein schwedischer Opernsänger der Stimmlage Bass, Regisseur und Operndirektor. Er sang an zahlreichen deutschen Bühnen, an der Wiener Hofoper, bei den Bayreuther Festspielen, in Mailand und New York.
In der Spielzeit 1897/98 war er Direktor der Königlichen Oper in Stockholm.

## Leben, Werk
Er war der Sohn von Per Magnus Elmblad (1806–1887), eines Theologieprofessors. Seine Mutter war das Patenkind der Sängerin Jenny Lind. Er hatte einen fünf Jahre älteren Bruder namens Magnus. Er studierte am Königlichen Konservatorium in Stockholm. Zu seinen Lehrern zählten Fritz Arlberg (1830–1896) und Julius Günther (1818–1904) sowie im Ausland Julius Stockhausen und Pauline Viardot-García. Er begann seine Laufbahn als Konzertsänger und unternahm Tourneen in Europa und Australien. 1876 übernahm er bei den Bayreuther Festspielen in einer einzigen Rheingold-Reprise die Rolle des Donner.
Ein erstes Festengagement führte ihn 1879 oder 1880 an die Dresdner Hofoper. Danach war er jeweils drei Spielzeiten lang in Hannover und am Deutschen Theater in Prag engagiert. Die Spielzeit 1887–88 führte ihn an die Metropolitan Opera in New York, wo er als Veit Pogner debütierte. In dieser Spielzeit sang er in New York auch in Webers Euryanthe und in der Erstaufführung von Spontinis Fernand Cortez. Johannes Elmblad wurde zu einem gefragten Wagner-Sänger: In den Jahren 1896 bis 1904 gastierte er sechsmal in Bayreuth, stets als Fafner in Rheingold und Siegfried, 1896 in der Cosima-Wagner-Neuinszenierung des Ring des Nibelungen auch als Hagen in der Götterdämmerung. Er sang an anderen Bühnen auch Daland, Hunding, König Marke und Veit Pogner mit großem Erfolg. Er war vielseitig einsetzbar, brillierte im komischen Fach als Falstaff in den Lustigen Weibern von Windsor, sang eine Reihe französischer Opern, beispielsweise den Kardinal Brogni und den Marcel in den Hugenotten, und übernahm auch sehr tiefe Partien, wie Osmin oder Sarastro. Sein Repertoire umfasste mehr als siebzig Rollen. Kutsch/Riemens lobten „die Stimmgewalt und die Tonfülle seiner Bassstimme“, die „eindrucksvoll durch das schauspielerische Talent des hünenhaften Sängers unterstützt“ wurde.

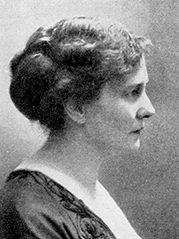
Sigrid Elmblad, um 1910

Nach seiner New Yorker Verpflichtung war Elmblad jeweils zwei Spielzeiten lang an der Berliner Hofoper und wiederum am Deutschen Theater von Prag engagiert. Zugleich begann eine intensive Gastspieltätigkeit, 1889–90 an Mariinski und Bolschoi, den Opernhäusern von St. Petersburg und Moskau, 1893 an der Wiener Hofoper, regelmäßig in Stockholm. 1894 bis 1897 war er am Opernhaus von Breslau verpflichtet, danach folgten einige Jahre an der Königlichen Oper in Stockholm. In Schweden übernahm er zunehmend auch Regieverpflichtungen, kurz war er auch Direktor der Königlichen Oper. 1902 wurde er erneut nach New York gerufen, ab 1903 war er in Amsterdam, Berlin, Leipzig und Wiesbaden verpflichtet.
Seine erste Frau starb 1887. Im Jahr darauf heiratete er Sigrid Agneta Sofia, geborene Petterson (1860–1926), die sich als Schriftstellerin betätigte. Sie publizierte – vorerst unter dem Pseudonym Toivo –  Kurzgeschichten, Gedichte und die Romane Mot sin lycka (1897) und Fru grefvinnan (1902). Das Paar hatte zwei Töchter.

## Rollenverzeichnis

### Uraufführungen
- Valdemarsskatten von Andreas Hallén, 8. April 1899, Stockholm (als Clemens)
- Tirfing von Wilhelm Stenhammar, 9. Dezember 1899, Stockholm, dirigiert vom Komponisten (als Angantyr)

### Repertoire (Auswahl)
| Beethoven: - Rocco im Fidelio Flotow: - Lord Tristan Mickleford in Martha Halévy: - Kardinal Brogni in Die Jüdin Meyerbeer: - Marcel in Die Hugenotten Mozart: - Osmin in Die Entführung aus dem Serail - Don Bartolo in Die Hochzeit des Figaro - Komtur im Don Giovanni - Sarastro in der Zauberflöte Nessler: - Conradin im Trompeter von Säckingen Nicolai: - Sir John Falstaff in Die lustigen Weiber von Windsor |  | Rossini: - Don Bartolo in Der Barbier von Sevilla Giuseppe Verdi: - König in Aida Richard Wagner: - Daland in Der fliegende Holländer - Landgraf im Tannhäuser - König Heinrich im Lohengrin - König Marke im Tristan und Isolde - Veit Pogner in Die Meistersinger von Nürnberg - Donner und Fafner in Das Rheingold - Hunding in Die Walküre - Fafner im Siegfried - Hagen in der Götterdämmerung Weber: - König Ludwig VI. in Euryanthe |

## Szenenbilder

Valdemarsskatten, Stockholm 1899 (rechts als Abboten)
Das Rheingold, Stockholm 1901 (rechts als Fafner)

## Auszeichnung
- 1897 Litteris et Artibus